# الحصان الخشبي
الحصان الخشبي (بالإنجليزية: The Wooden Horse)‏ هو فيلم بريطاني أنتج عام 1950 عن الحرب العالمية الثانية من إخراج جاك لي، وبطولة ليو جين، وديفيد توملينسون، وأنتوني ستيل. الفيلم مقتبس من كتاب يحمل نفس الاسم من تأليف إريك ويليامز.